# Friedrich Karsten
Friedrich Franz Karsten (* 8. Februar 1795 in Rostock; † 16. Oktober 1833 in Berlin) war ein deutscher Jurist.

## Leben
Friedrich Karsten (Nr. 7–9 der auf seinen Großvater fokussierenden Geschlechtszählung) war ein jüngerer Sohn des Ökonomen und Agrarwissenschaftlers an der Universität Rostock, Lorenz Karsten und dessen Frau, der Pastorentochter Lisette, geb. Engel (1757–1834). Er wurde auf Neuenwerder geboren, der von seinem Vater betriebenen, auf Rostocker Stadtgebiet vor den westlichen Toren Rostocks gelegenen landwirtschaftlichen Versuchsanstalt. Er erhielt ersten Unterricht durch seinen Vater und besuchte dann das Gymnasium in Rostock. 1813 begann er zunächst ein Theologiestudium an der Universität Rostock, wechselte dann jedoch zu Rechtswissenschaften und Mathematik.
Ab 1816 war Karsten Advokat und Notar in der Justizkanzlei Rostocks und wurde nach der Promotion zum Dr. jur. 1824 zum Gewett-Sekretär beim Rostocker Magistrat ernannt. 1825 war er Stifter und erster Verwalter einer Unterstützungskasse: „Stiftung für Wittwen und Waisen zur See verunglückter Warnemünder.“ Er war Mitglied im Mecklenburgischen Patriotischen Verein und in der Rostockschen philomathischen Gesellschaft.
Der Mathematiker Wenceslaus Johann Gustav Karsten (1732–1787) und der Jurist und Zollbeamte Christian Heinrich Karsten (1742–1815) waren seine Onkel. Der Jurist und Gerichtsrat Jacob Karsten (1781–1866), der Metallurge Carl Karsten (1782–1853), der Jurist und spätere Rostocker Bürgermeister Detloff Karsten (1787–1879) sowie der Theologe Heinrich Karsten (1792–1871) waren seine älteren Brüder. Der Theologe und Gymnasiallehrer Hermann Karsten (1801–1882) war sein jüngerer Bruder.
Friedrich Karsten war ab 1855 verheiratet mit (Dorothea) Mathilde, geb. Engel (1801–1848), der Tochter eines Berliner Kaufmanns und Gutsbesitzers. Der Ehe entstammten die Töchter Franziska (1823–1889) und Mathilde (1826–1895). Beide waren später verheiratet. Karsten starb im Herbst 1833 an Schwindsucht.

## Schriften
- Versuch einiger arithmetischen Berechnungen in Fällen die den antichrestischen Vertrag betreffen. Adler, Rostock 1816